# Calliopsis rozeni
Calliopsis rozeni là một loài Hymenoptera trong họ Andrenidae. Loài này được Shinn mô tả khoa học năm 1965.